# Réguisheim
Réguisheim (deutsch Regisheim) ist eine französische Gemeinde mit 2036 Einwohnern (Stand 1. Januar 2022) im Département Haut-Rhin in der Region Grand Est (bis 2015 Elsass). Sie gehört zum Arrondissement Thann-Guebwiller und zum Kanton Ensisheim. Die Bewohner werden Réguisheimois und Réguisheimoises genannt.
Die Gemeinde erhielt 2022 die Auszeichnung „Zwei Blumen“, die vom Conseil national des villes et villages fleuris (CNVVF) im Rahmen des jährlichen Wettbewerbs der blumengeschmückten Städte und Dörfer verliehen wird.

## Geografie
Die Gemeinde Réguisheim liegt in der Oberrheinebene, beiderseits der Ill, etwa auf halbem Weg zwischen Colmar und Mülhausen.
Nachbargemeinden von Réguisheim sind Meyenheim im Norden, Hirtzfelden im Osten, Munchhouse im Südosten, Ensisheim im Süden, Ungersheim im Südwesten sowie Merxheim im Nordwesten.

## Geschichte
Von 1871 bis zum Ende des Ersten Weltkrieges gehörte Regisheim als Teil des Reichslandes Elsaß-Lothringen zum Deutschen Reich und war dem Kreis Gebweiler im Bezirk Oberelsaß zugeordnet.
Während des Zweiten Weltkrieges wurden unter deutscher Besatzung 1940 die verbliebenen jüdischen Einwohner nach Südfrankreich deportiert. Sechzehn aus Réguisheim stammende Menschen wurden laut Yad Vashem Opfer der Endlösung.

### Bevölkerungsentwicklung
| Jahr      | 1910  | 1962  | 1968  | 1975  | 1982  | 1990  | 1999  | 2007  | 2018  |
| --------- | ----- | ----- | ----- | ----- | ----- | ----- | ----- | ----- | ----- |
| Einwohner | 1.477 | 1.205 | 1.239 | 1.304 | 1.612 | 1.536 | 1.660 | 1.736 | 1.942 |

## Sehenswürdigkeiten
- Katholische Kirche Saint-Étienne aus dem 12. Jahrhundert in romanischem Stil, Glockenturm seit 1898 als Monument historique klassifiziert
- Ehemalige Synagoge, erbaut um 1840

|  |  |

## Nachweise
1. ↑  REGUISHEIM. Conseil national des villes et villages fleuris, abgerufen am 2. August 2023 (französisch).
2. 1 2  Gemeindeverzeichnis Deutschland 1900 – Kreis Gebweiler
3. ↑  Regisheim (Elsass). Aus der Geschichte der jüdischen Gemeinden im deutschen Sprachraum, aufgerufen am 27. Dezember 2024.